# Encyclia randii var. rondoniensis
Encyclia randii var. rondoniensis é uma espécie procedente de Rondônia com pseudobulbos ovóides de 5 centímetros de comprimento, portando folhas lieares e estreitas de 30 centímetros de comprimento, de cor verde-bronzeado. Inflorescências de 60 centímetros de altura, sustentando de oito a doze flores. Flor de 6 centímetros de diâmetro, com pétalas e sépalas divergentes, oblongo-espatuladas de cor marrom-bronzeado. Labelo reniforme de 4 centímetros de comprimento,com grande e largo lóbulo central, densamente colorido de púrpura e estreita linha branca nas suas margens.
Floresce na primavera.